# Арсита
Арсѝта (на италиански: Arsita, до 1906 г. Bacucco, Бакуко) е село и община в Южна Италия, провинция Терамо, регион Абруцо. Разположено е на 470 m надморска височина. Населението на общината е 870 души (към 2010 г.).